# Zgłębiec trzpiennikowaty
Zgłębiec trzpiennikowaty, zgłębiec trzpiennikowiec (Rhyssa persuasoria) – owad z rodziny gąsienicznikowatych. Dorosłe owady osiągają długość 2,5 - 3 cm.
Samica po odnalezieniu żyjącej pod korą larwy trzpiennika przebija korę i drewno długim (równym długości ciała lub nawet dłuższym, mającym około 30 mm) pokładełkiem a następnie paraliżuje larwę trzpiennika i składa na niej jedno jajo. Larwa zgłębca pasożytuje na zewnątrz larwy trzpiennika, zjadając ją w ciągu 5 tygodni. Później otacza się delikatnym oprzędem, w którym na krótko przed wylotem, wiosną, przepoczwarza się. Dorosłe zgłębce żywią się spadzią.